# إيوان إدواردز
إيوان إدواردز هو مخرج جوقة كندي، ولد في 5 أكتوبر 1937.

## وصلات خارجية
- إيوان إدواردز على موقع IMDb (الإنجليزية)
- إيوان إدواردز على موقع ميوزك برينز (الإنجليزية)
- إيوان إدواردز على موقع ديسكوغز (الإنجليزية)